# Первісне стадо
Пе́рвісне ста́до — в радянській історичній науці, а слідом за нею традиційно почасти й досі в історичній науці пострадянських країн, умовна назва людських суспільств, в яких жили первісні люди з моменту виділення людини із світу тварин й до формування родових общин (пізній палеоліт).
За визначенням, яке дає «Большая Советская Энциклопедия», «первісне стадо» — це непостійна спільнота, яка виникає й розпадається в залежності від зовнішніх обставин. Хоч поняття первісного стада і збереглося в загальних підручниках та словниках, але в науках які займаються безпосередньо вивченням первісних людей це поняття зараз не використовується як застаріле[джерело?].
Марксистські уявлення про ранній етап в первісному суспільстві ґрунтувалися на уявленнях середини XIX століття, відповідно до яких людська культура та людське суспільство на момент виходу з тваринного світу були tabula rasa. Відповідно, вони містили ряд припущень наприклад, що спочатку статеві відносини між людьми всередині колективу були безладними, а самі перші людські колективи були абсолютно безладними. Однак з точки зору сучасних знань про поведінку людей, людиноподібних мавп і висоорганізованих савців взагалі ці погляди є безсумніву невірними. Наприклад у людиноподібних мавп не спостерігається проміскуїтета, а їх колективи є доволі структурованими та більші чи менш ієрархічними з досить складною системою стосунків між членами.